# یواس‌اس مطر (ای‌کی-۱۱۹)
یواس‌اس مطر (ای‌کی-۱۱۹) (به انگلیسی: USS Matar (AK-119)) یک کشتی بود که طول آن 441' 6" بود. این کشتی در سال ۱۹۴۳ ساخته شد.